# SriLankan Airlines

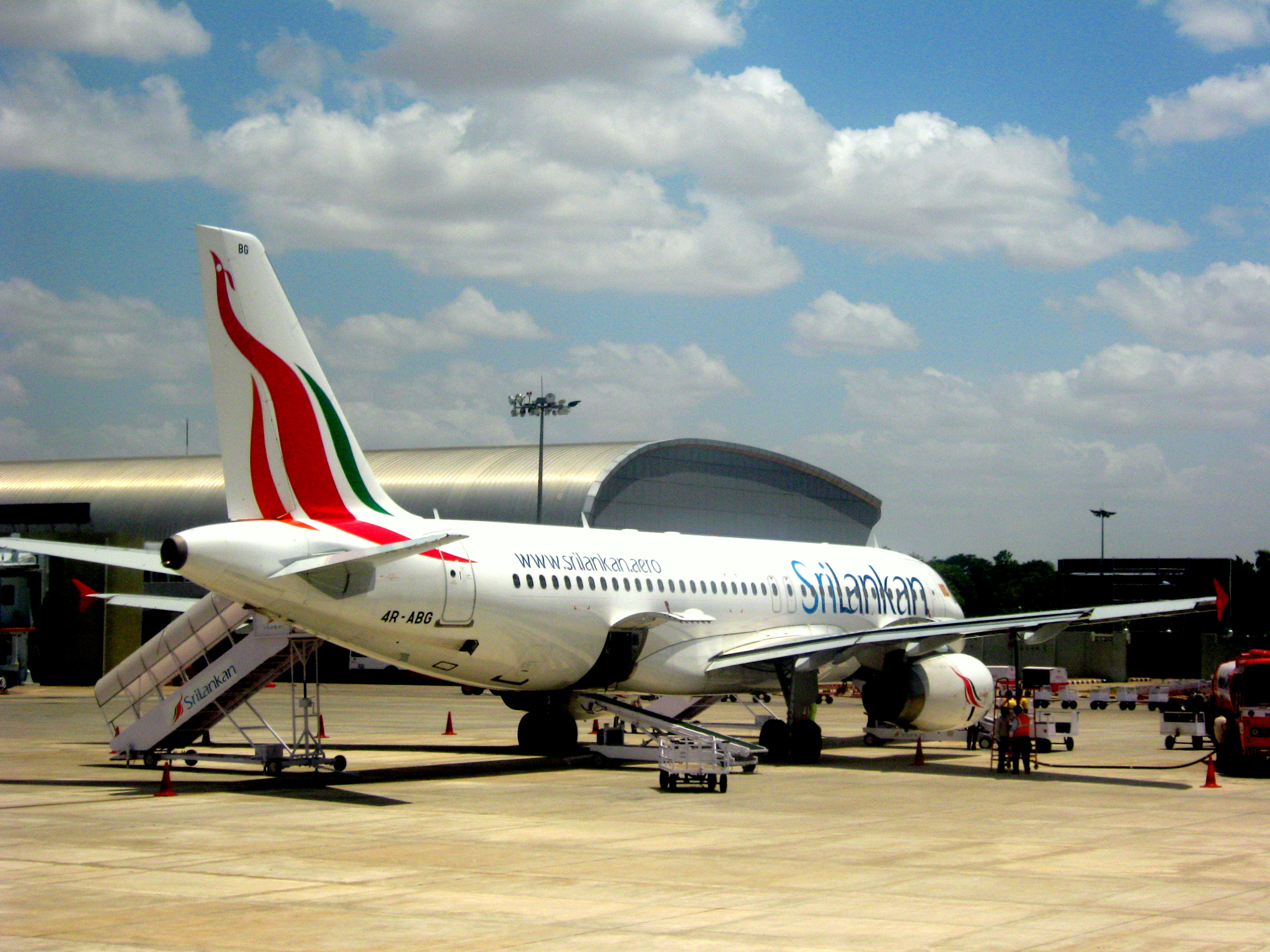
Літак Airbus A320, припаркований в аеропорту Тіручіраппаллі

SriLankan Airlines Limited (сингальська:ශ්රී ලන්කන් ගුවන් සේවය, тамільська: சிறீலங்கன் எயர்லைன்ஸ்) (раніше відома як Air Lanka) — національна авіакомпанія Шрі-Ланки. Виконує рейси в Азію і Європу зі свого хабу — міжнародного аеропорту імені Соломона Бандаранаїке у найбільшому місті Шрі-Ланки Коломбо. Штаб-квартира авіакомпанії знаходиться в міжнародному аеропорту імені Соломона Бандаранаїке в Катунаяке, Шрі-Ланка.

## Історія
Air Lanka була створена урядом Шрі-Ланки в липні 1979 року після ліквідації Air Ceylon у 1978 році. Спочатку новий авіаперевізник розпочав роботу на двох Boeing 707, взятих у лізинг у Singapore Airlines, але вже в тому ж році Air Lanka придбала ці літаки у власність. Тоді ж був придбаний ще лайнер Boeing 737, який використовувався на коротких маршрутах. У 1980-х роках авіакомпанія збільшила кількість напрямів і літаків. У середині 1980-х років Air Lanka використовувала два літаки Boeing 747—200 на ряді європейських напрямків. До 1990 року компанія обслуговувала 26 напрямків. Золотим літаком авіакомпанії став Lockheed L-1011 TriStar, який працював в авіакомпанії з 1980 по 2000 роки. У грудні 1992 року перевізник придбала перший Airbus A320.

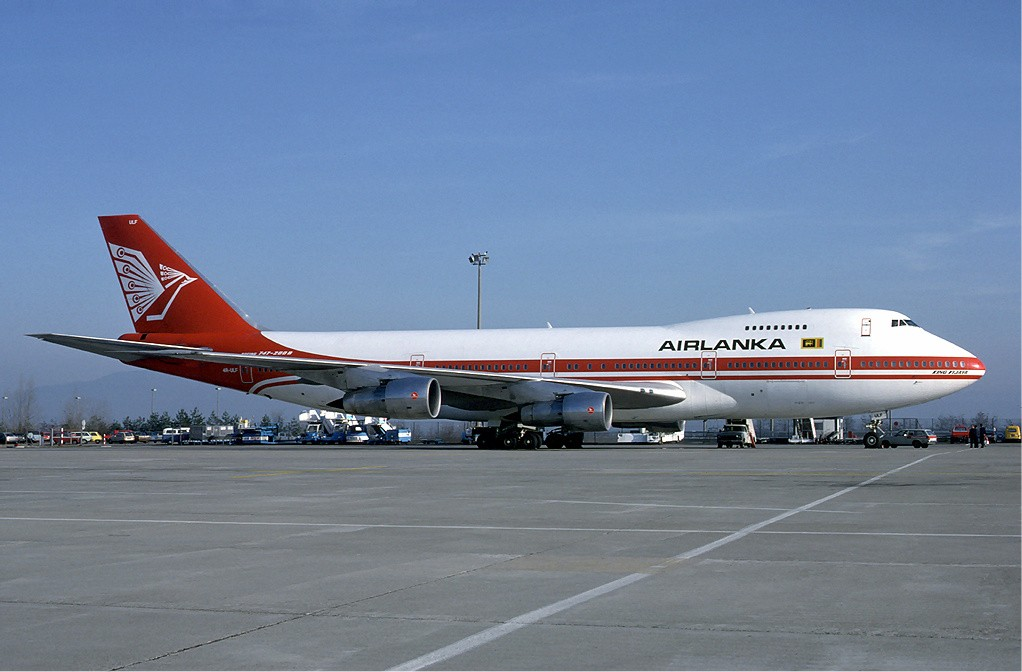
Літак Boeing 747—200 авіакомпанії Air Lanka в Міжнародному аеропорту " Базель-Мюлуз-Фрайбург (1984)

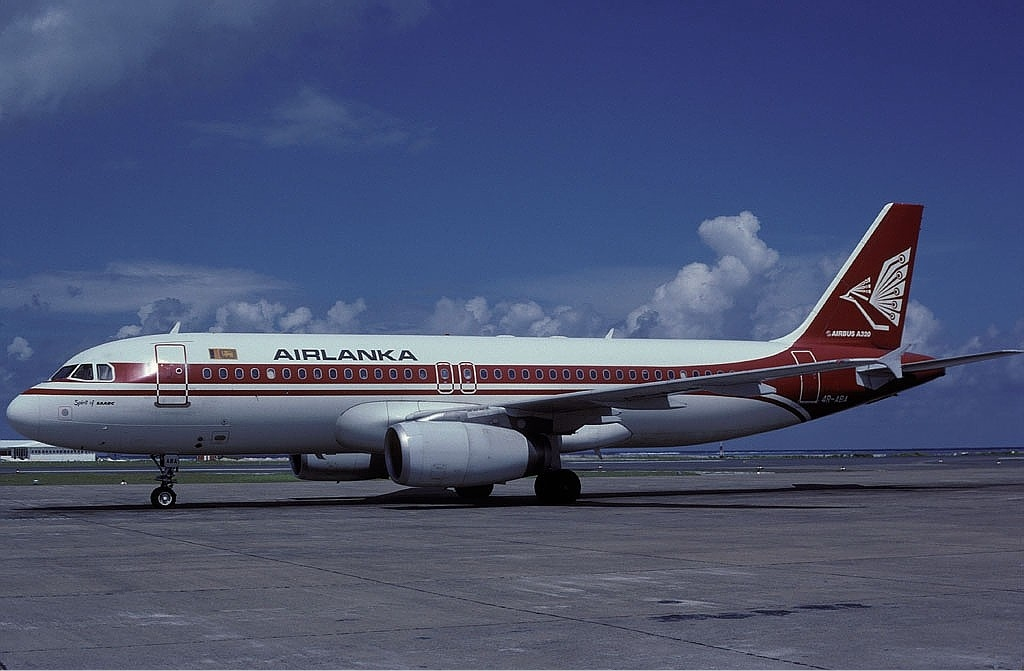
Перший Airbus A320 (4R-ABA) Air Lanka. Списано у 2001 році

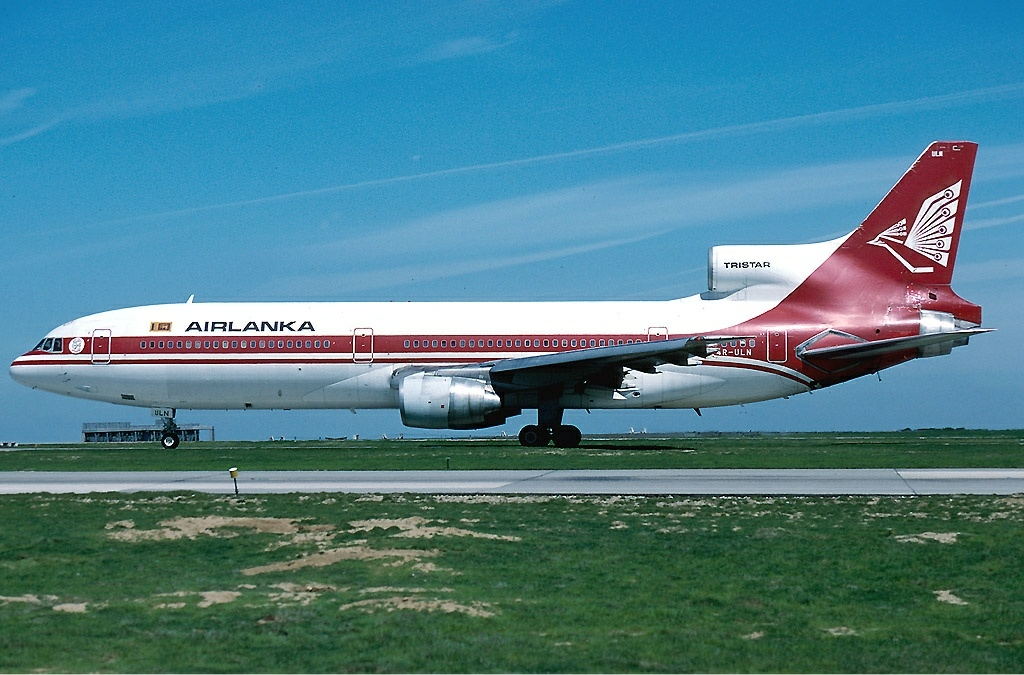
Lockheed Tristar авіакомпанії Air Lanka

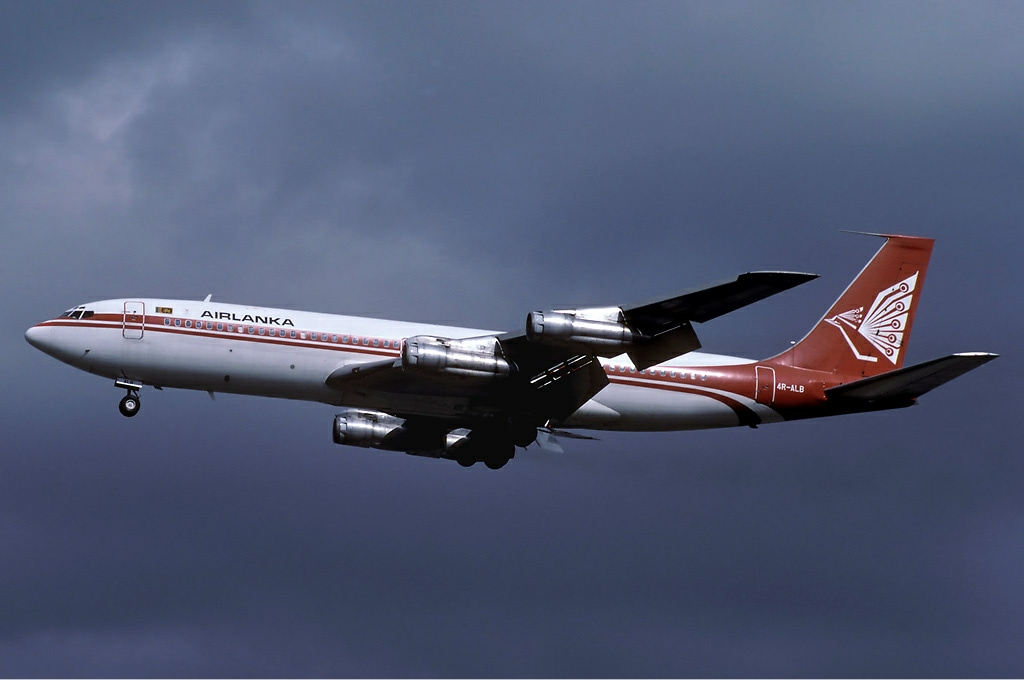
Літак Boeing 707-312B в аеропорту Гатвік (1981)

У 1998 році знаходилася у державній власності Air Lanka була частково приватизована Emirates Group (Дубай) після того, як Емірати і уряд Шрі-Ланки підписали угоду про десятирічному стратегічне партнерство. Це угода включала ексклюзивні права на наземне обслуговування літаків і кейтеринг в аеропорту Коломбо Бандаранаїке. Емірати придбали 40 % акцій Air Lanka загальною вартістю $70 млн. (який пізніше збільшився до 43,6 %), приступивши до модернізації повітряного флоту і вжиття заходів, спрямованих на підвищення іміджу авіакомпанії. Уряд Шрі-Ланки зберегло контрольний пакет акцій перевізника, однак надала Emirates Group повні права на здійснення інвестицій і ухвалення управлінських рішень. У 1998 році Air Lanka перейменована в SriLankan Airlines.
SriLankan придбала 6 Airbus A330-200 в додаток до свого флоту з літаків Airbus A340-300 і A320-200. Літак A330-200 приєднався до авіакомпанії в період з жовтня 1999 року по липень 2000 року. Четвертий A340-300 прибув у Коломбо, пофарбований у нової корпоративної лівреї авіакомпанії. SriLankan провела ребрендинг пасажирських салонів власних лайнерів А340 і перекомпонування салонів цих лайнерів в два класу — бізнес і економічний.
SriLankan Airlines неодноразово зазнавала збитків від терористичних атак і природних катаклізмів — спалах атипової пневмонії в Азійсько-Тихоокеанському регіоні, землетрус в Індійському океані 2004 року, громадянська війна на Шрі-Ланці, атака аеропорту Бандаранаїке, в ході якої було знищено 4 лайнера авіакомпанії та пошкоджено ще два її літака, що в чисельному вираженні становило половину флоту перевізника.
Керівництво SriLankan ухвалило рішення розвивати аеропорт Коломбо як власного азійського хаба, в результаті чого була сформована маршрутний сегмент регіональних авіаперевезень і відкриті рейси в Індію і на Близький Схід.
Одночасно компанія продовжувала розширення маршрутної мережі в інших напрямку, почала здійснювати регулярні польоти в Джідду, що став третім аеропортом перевізника в Саудівській Аравії після Ер-Ріяда і Даммама, а також п'ятдесят першим за рахунком пунктом призначення у власній маршрутної мережі. Кількість регулярних рейсів на Близький Схід при цьому збільшилася до дев'яти.
19 грудня 2007 року генеральний директор Пітер Хілл був відправлений у відставку урядом Шрі-Ланки. Причиною звільнення топ-менеджера стали суттєві фінансові збитки авіакомпанії в результаті операцій з хеджування.
У 2008 році Emirates Group повідомила уряд Шрі-Ланки про відсутність намірів у продовженні договору на управління авіакомпанією, який закінчився через два місяці — 31 березня того ж року.
Службова форма бортпровідників авіакомпанії залишалася незмінною з моменту заснування Air Lanka до лютого 2010 року, потім була введена нова форма. Першим пунктом призначення при розширенні був оголошений Шанхай (Китай), куди рейс почав виконуватися 1 липня 2010 року. 28 січня 2011 року авіакомпанія почала польоти в Гуанчжоу (Китай). Компанія планує почати польоти в Сеул, Сідней і Йоганнесбург у 2013 році, а також в Копенгаген, Хошимін і Манілу.
У 2010 році Emirates Group продали свою частку (43,63 %) в авіакомпанії уряду Шрі-Ланки.

## Флот

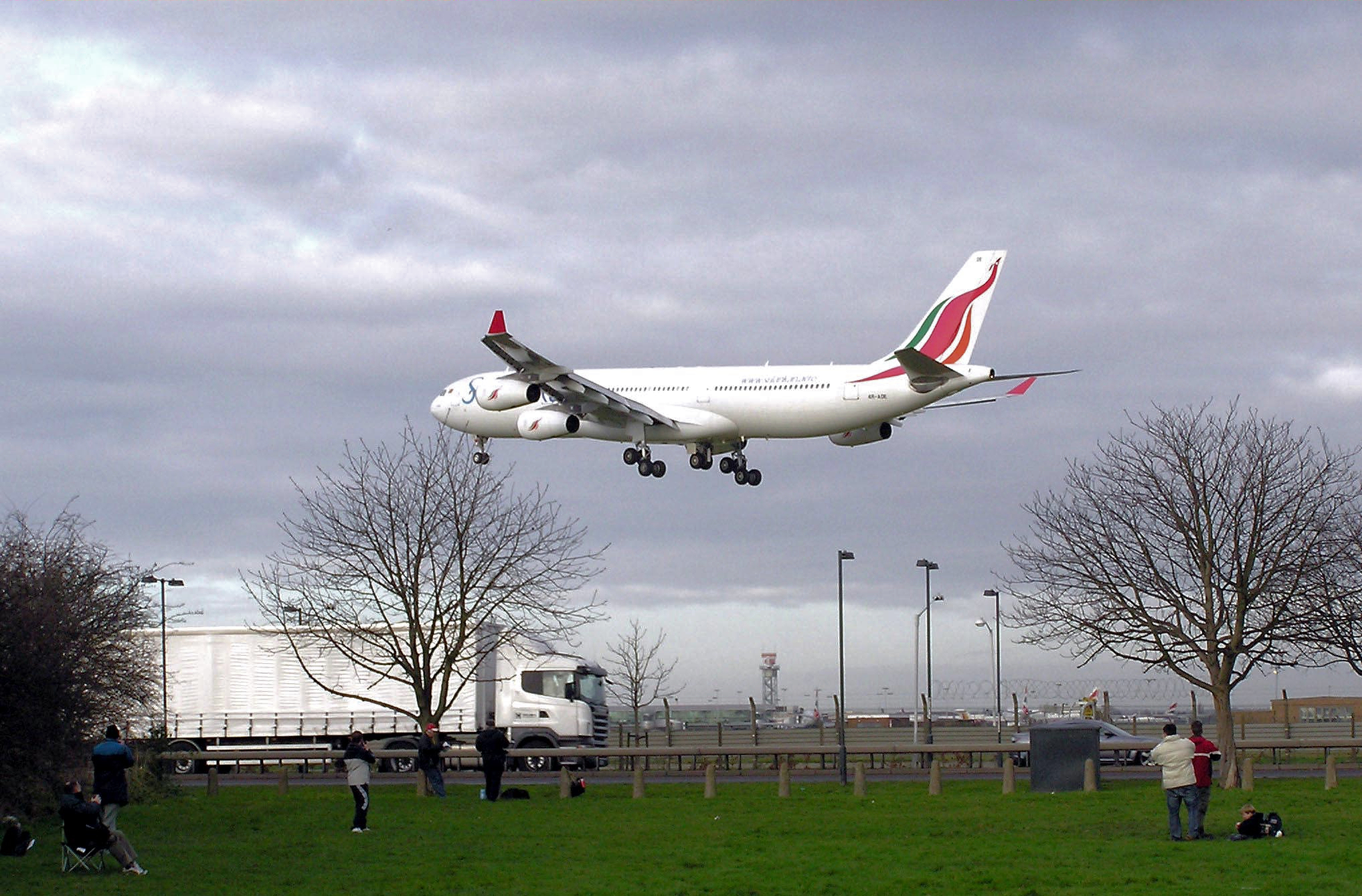
Airbus A340-300 залишає міжнародний аеропорт Хітроу

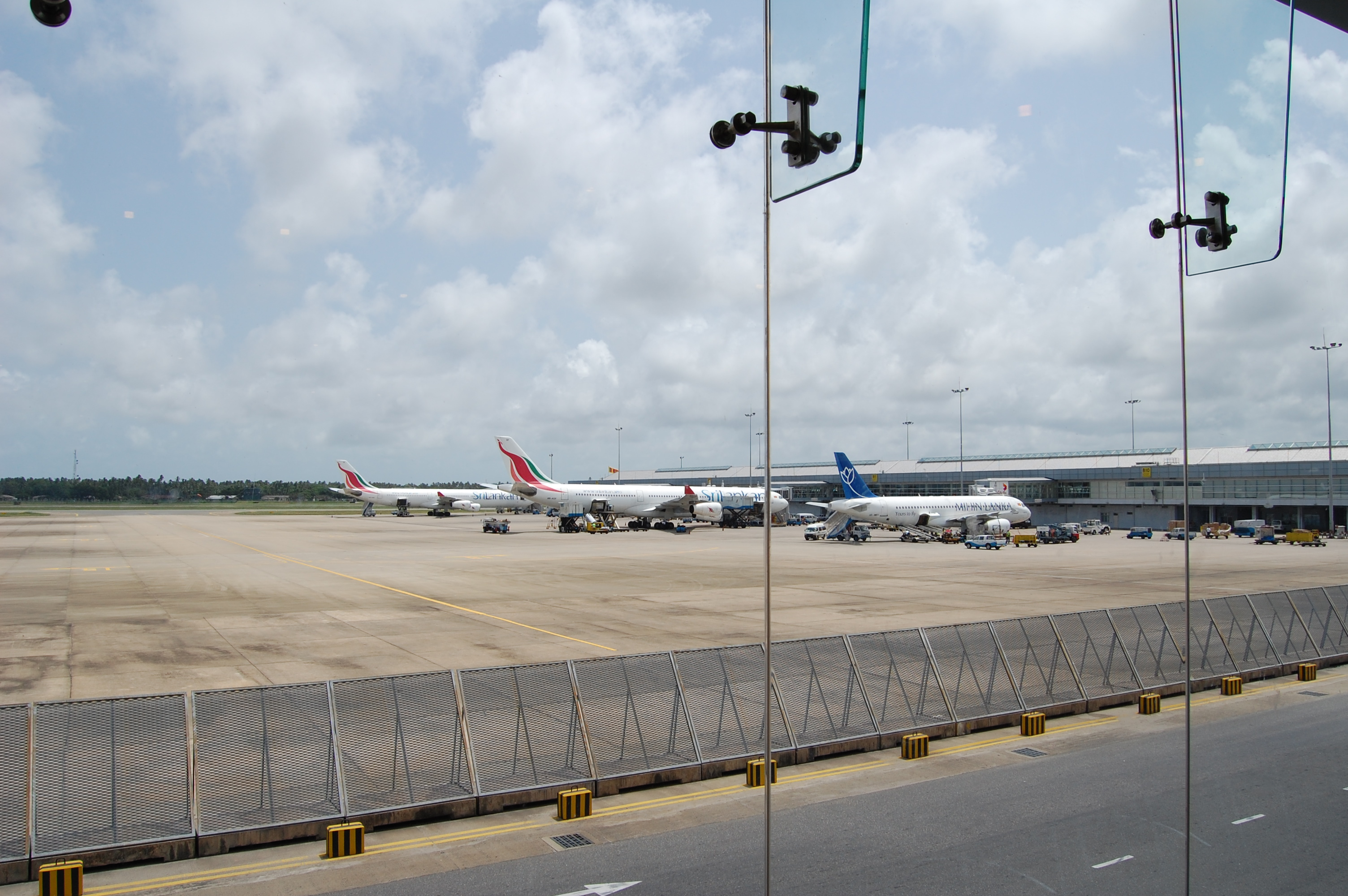
Літак у Міжнародному аеропорту Бандаранаїке

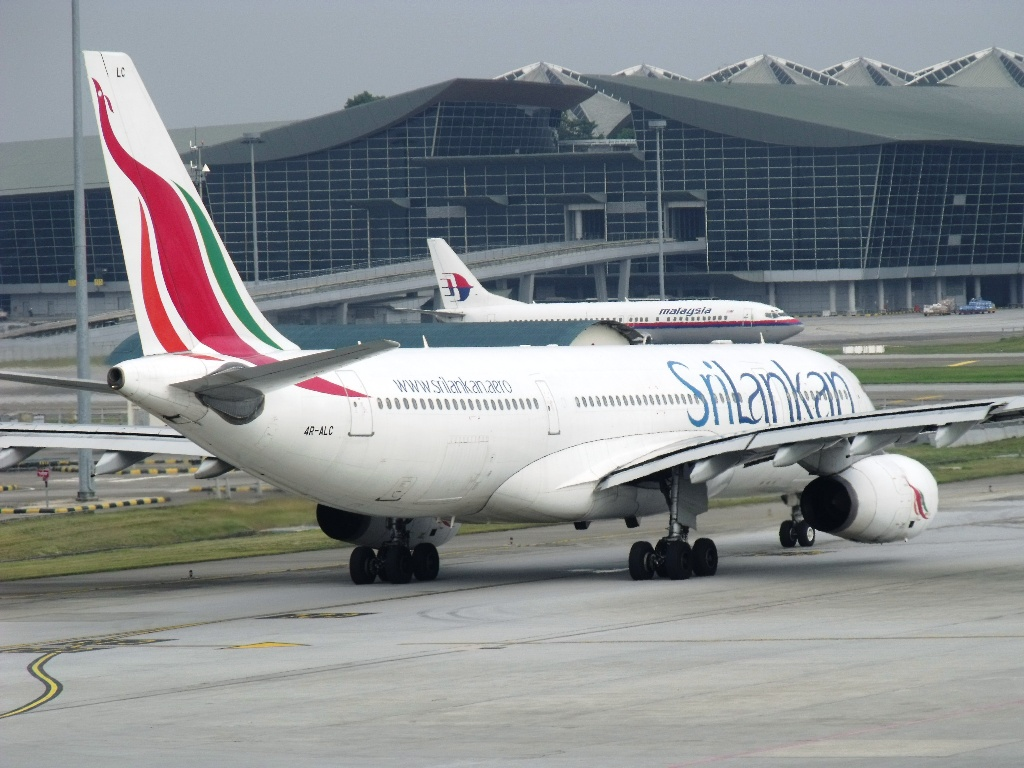
Airbus A330-200 на рулюванні в міжнародному аеропорту Куала-Лумпур

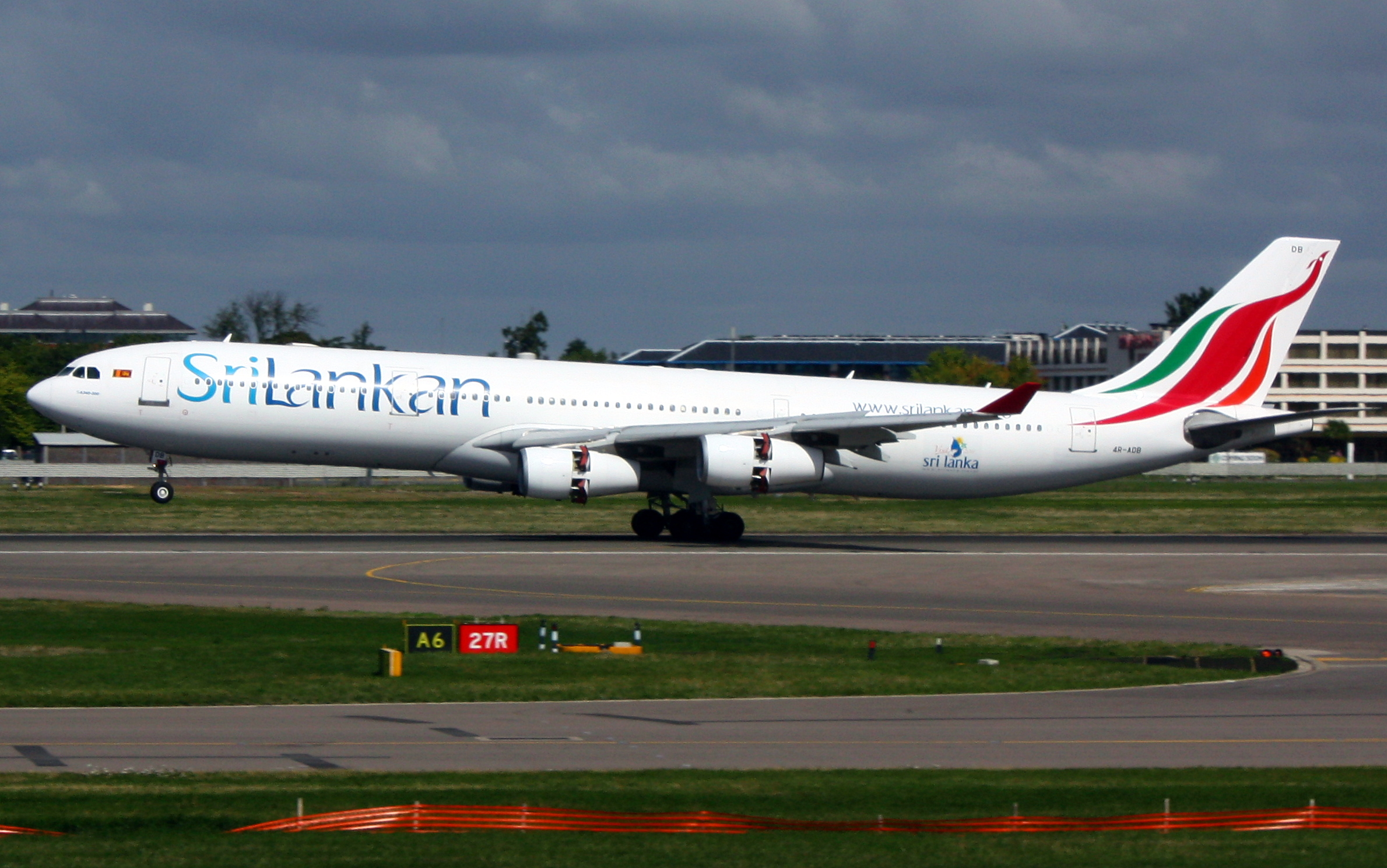
Другий Airbus A340-300 авіакомпанії

### Діючий флот
Станом на лютий 2013 року флот SriLankan Airlines складається з таких літаків з середнім віком 9,3 років:

### Замовлення
До кінця 2013 року уряд країни придбає шість нових А-330 для національного перевізника. За словами міністра цивільної авіації Пріянкара Жаяратне SriLankan переживає етап модернізації, тому компанія буде поступово позбавлятися від свого старіючого парку.
SriLankan Airlines планує збільшити свій парк до 30 літаків протягом найближчих чотирьох років і в даний час веде переговори з концерном Airbus і Boeing про угоду, яка може включати постачання дев'яти далекомагістральних лайнерів. Також можливість оренди чотирьох додаткових літаків Airbus A320. Капіла Чандрасена сказав, що перевізник планує додати моделі Airbus A330-300 і Boeing 777 для свого флоту, щоб замінити ними Airbus A340-300, початок постачання у 2013—2014 рр.

### Вантажний флот
SriLankan Airlines виконує кілька вантажних рейсів на Близькому Сході і в Індії, використовуючи Douglas DC-8-63F в Expo Air і Boeing 727-200F в Lankan Cargo.